# Jomarr
Jomarr är en ort i Gambia. Den ligger i regionen Lower River, i den centrala delen av landet, 100 km öster om huvudstaden Banjul. Antalet invånare var 367 vid folkräkningen 2013.